# Dendronephthya folifera
Dendronephthya folifera is een zachte koraalsoort uit de familie Nephtheidae. De koraalsoort komt uit het geslacht Dendronephthya. Dendronephthya folifera werd in 1900 voor het eerst wetenschappelijk beschreven door Pütter. 